# 2008 en Irak
2006 en Irak - 2007 en Irak - 2008 en Irak - 2009 en Irak - 2010 en Irak
2006 par pays au Proche-Orient - 2007 par pays au Proche-Orient - 2008 par pays au Proche-Orient - 2009 par pays au Proche-Orient - 2010 par pays au Proche-Orient - 2011 par pays au Proche-Orient - 2012 par pays au Proche-Orient - 2013 par pays au Proche-Orient - 2014 par pays au Proche-Orient - 2015 par pays au Proche-Orient - 2016 par pays au Proche-Orient
Cet article présente les faits importants qui se sont produits en Irak en 2008.

## Chronologie

### Janvier 2008
- 12 janvier : le parlement vote par 140 voix sur 275 députés présents la Loi responsabilité et justice (en) permettant la réinsertion sous conditions des anciens membres du Parti Baas[1].

### Février 2008
- 26 février :  Une allemande de 61 ans et son fils de 20 ans sont enlevés à Bagdad. Leurs ravisseurs exigent le retrait que l'Allemagne retire ses troupes d'Afghanistan.

### Mars 2008
- Dimanche 2 mars :
  - Le Président iranien Mahmoud Ahmadinejad est en visite officielle à Bagdad, jusqu'au 3 mars, alors que les États-Unis tentent d'endiguer la montée de l'influence politique de l'Iran dans la région. Il accuse les Américains d'« orchestrer l'insécurité, les désaccords et les tensions » en Irak, […] « le peuple irakien n'aime pas l'Amérique », […] « l'Irak de demain sera puissant, développé et prospère ».
  - Selon différents experts et diplomates : « Les Iraniens veulent que les Américains restent en Irak mais qu'ils y échouent », « Sans l'intervention iranienne, les heurts auraient atteint sans doute un point de non-retour », « Les iraniens ont dû réduire leur appui aux rebelles sunnites. Ils ont renforcé en revanche leur soutien aux alliances traditionnelles chiites » [2].
- Jeudi 6 mars : les forces américaines et irakiennes, abattent 11 militants d'al-Qaïda et en capturent 44 autres lors d'un raid dans le nord de l'Irak.
- Mardi 11 mars : des affrontements entre les forces de sécurité et les combattants de l'Armée du Mahdi causent la mort d'au moins dix personnes et en blessent 28 autres.
- Jeudi 13 mars : Mgr Paulos Faraj Rahho (65 ans), archevêque chaldéen de Mossoul, enlevé le 29 février dernier, par des extrémistes islamistes chiites, est retrouvé mort. Ses ravisseurs demandaient une rançon d’au moins un million de dollars. La moitié des chrétiens de Mossoul ont à ce jour quitté la ville et, depuis 2003, plus de 20 prêtres ont été enlevés, dont l'archevêque syrien-catholique Georges Basilios Casmoussa, en janvier 2005 et libéré deux jours plus tard contre rançon.
- Dimanche 16 mars : En visite à Bagdad, le candidat républicain, John McCain, déclare que les États-Unis pourraient rester en Irak « cent ans s'il le faut ». Du 17 au 19 mars, il se rend en Israël puis en Jordanie.
- Vingtième anniversaire du massacre de Halabja.
- Dimanche 23 mars : Quatre soldats américains ont été tués par un engin explosifs ce qui porte à 4 000 le nombre de soldats américains morts depuis le début de l'intervention américaine le 20 mars 2003 et à plus de trente mille mutilés et infirmes.
- Mardi 25 mars : début de l'opération Saulat al-Fursan (Charge des chevaliers), offensive menée à Bassora par l'armée gouvernementale irakienne, soutenue par les aviations britannique et américaine, contre l'Armée du Mahdi, milice du chef chiite Moqtada al-Sadr.
- Mercredi 26 mars : les combats s'étendent dans tout le sud du pays. Le sabotage d'un important oléoduc fait perdre journellement 100 000 barils de pétrole. Plus de  1 000 hommes des forces de sécurité désertent ou refusent de combattre. Samedi 29, des forces spéciales américaines commencent à prêter main-forte aux forces gouvernementales.
- Dimanche 30 mars : Moqtada al-Sadr, à la suite de négociations menées avec les groupes chiites pro-gouvernementaux, Organisation Badr et Parti islamique Dawa, par l'entremise de l'Iran, ordonne à ses miliciens de cesser le feu et de quitter les rues de Bagdad, de Bassora et des autres villes à majorité chiite (Kerbala, Hilla, Kut, Diwaniya et Nassiriya) où les violents combats ont fait plus de 280 morts depuis le début de l'offensive.

- Lundi 31 mars : Le gouvernement irakien annonce une commande importante d'avions de ligne pour reconstituer la compagnie nationale Iraqi Airways dont les avions avaient été dispersés en 1990 dans plusieurs pays (Jordanie, Tunisie et Iran). La commande porte sur 40 Boeing 737 et 787, une option sur 10 Boeing 737 supplémentaires et une autre commande à l'avionneur Bombardier.

### Avril 2008
- Mercredi 2 avril : Quinze morts de la coalition tués dont huit membres d'une milice au service de l'armée américaine tués par l’explosion d'un engin piégé dans le centre-nord du pays.
- Mercredi 9 avril :
  - Selon les estimations des sénateurs américains Carl Levin (démocrate) et John Warner (républicain), l'Irak a des réserves importantes d'argent se montant à 30 milliards de dollars placés à l'étranger auxquels s'ajoutent 10 milliards dans un fonds de développement. La hausse des cours du pétrole pourrait lui rapporter 56 milliards de dollars en plus en 2008.
  - Un des chefs de la branche irakienne d'Al-Qaida, Nazal Sabar al-Jughaify, est arrêté par la police irakienne dans l'ouest du pays[3].
- Mi-avril 2008 : les forces américaines lancent une opération autour de Mouqdadiyah, dans la province de Diyala, en vue de neutraliser un groupe de policiers irakiens criminalisés qui pratiquent l'enlèvement avec demande de rançon au détriment de la population sunnite[4].
- Dimanche 13 avril : 
  - Le patriarche chaldéen de Bagdad, Emmanuel III Delly remercie la France et l'Allemagne de leur intention d'accueillir des chrétiens irakiens, victimes de nombreuses persécutions des extrémistes musulmans sunnites et chiites, mais estime que les violences touchent toutes les communautés et qu'il est plus important d'aider les Irakiens à se réconcilier et de rétablir la paix. Plusieurs prêtres ont dernièrement été assassinés, dont l'archevêque catholique chaldéen de Mossoul Paulos Faraj Rahho, enlevé et tué quelque temps plus tard. Cependant, alors qu'une importante partie des chrétiens est déjà partie ou s'est réfugiée dans les territoires kurdes, la sollicitude occidentale est à double tranchant, les communautés chrétiennes risquent d'être perçues comme bénéficiant d'un traitement de faveur et ainsi de s'attirer des ressentiments supplémentaires dans un pays où les clivages religieux sont exacerbés.
  - Mille trois cents soldats et policiers irakiens, engagés dans les combats contre l'armée du Mahdi, sont démis de leur fonction pour avoir refusé de combattre.

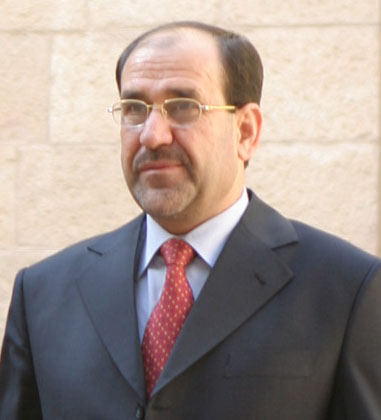
Nouri al-Maliki
(juin 2006)

- Lundi 14 avril, les troupes irakiennes, dans le cadre de leur offensive contre l'armée du Mahdi, sont tombés par hasard à Bassora sur la cachette ou était retenu depuis deux mois, le photographe de la chaîne CBS, Richard Butler. Enlevé avec son interprète par un groupe armé dans un grand hôtel de centre de Bassora, le Sultan Palace, il a été retrouvé ligoté, la tête recouverte d'un sac et gardé par un groupe d'hommes armés. Cette découverte renforce la position du premier ministre Nouri al-Maliki dont l'opération militaire pour désarmer la milice de Moqtada al-Sadr avait été critiquée par les Américains pour sa mauvaise organisation.
- Mardi 15 avril : Deux voitures piégées explosent à Bakouba et à Ramadi tuant 56 personnes et faisant des dizaines de blessés.
- Mercredi 16 avril : Le premier ministre Nouri al-Maliki, accompagné par le ministre du Pétrole Hussein Chahristani, est en visite officielle à Bruxelles. Il propose à l'Europe un protocole visant à « renforcer leur coopération en matière énergétique […] en particulier dans le secteur du gaz », dont le pays abrite la dixième réserve mondiale avec près de 3 000 milliards de m3. L'UE, qui cherche à s'affranchir de la tutelle énergétique russe, sponsoriserait la construction d'un nouveau gazoduc, baptisé « Nabucco » long de 3 300 km, partant du champ d'Akkas, situé près de la Syrie, transitant par la Turquie, et susceptible d'alimenter quelques pays de l'Europe centrale et balkanique, dont l'Autriche, la Bulgarie et la Roumanie. De 2003 à 2007, l'UE a accordé à l'Irak 14,2 milliards d'euros et a formé près de mille cinq cents cadres de la fonction publique.
- Jeudi 17 avril : Un attentat suicide commis contre une foule participant à une veillée funèbre près de Kirkouk dans le nord, cause la mort d'au moins cinquante personnes et fait des dizaines de blessés. La cérémonie était organisée en l'honneur de deux sunnites tués qui appartenaient au conseil tribal local de lutte contre al-Qaida.
- Vendredi 25 avril : Le leader chiite, Moqtada al-Sadr appelle ses miliciens à arrêter les attaques contre les forces de sécurité irakiennes, appelant à diriger leurs actions « uniquement contre l'occupant » étranger et non contre leurs « frères irakiens ».
- Dimanche 27 avril : L'aviation américaine annonce avoir effectué un bombardement ciblé sur Sadr City, le bastion de l'Iman radical chiite Moqtada Sadr. Huit activistes auraient été tués. En riposte, une douzaine de roquettes ont été tirées sur la « zone verte », le quartier ultraprotégé de Bagdad, siège de l'ambassade américaine et des principaux ministères irakiens.
- Lundi 28 avril : Plusieurs accrochages entre l'armée américaine et des miliciens chiites ont fait une quarantaine de morts parmi les insurgés dans les quartiers chiites du nord-est de Bagdad.
- Mardi 29 avril : Ouverture du procès de Tarek Aziz (72 ans), ancien porte-parole de la dictature baasiste et ancien premier ministre, accusé d'avoir participé en 1992 à l'exécution de 42 commerçants soupçonnés de spéculer sur les prix des produits alimentaires alors que l'Irak était soumis à des sanctions internationales sévères. Intellectuel chrétien, il fut un proche collaborateur de Saddam Hussein et fut un interlocuteur privilégié de l'Irak auprès des grands pays et des organisations internationales.

### Mai 2008
- Lundi 5 mai 2008 : Le gouvernement confirme avoir les preuves de l'ingérence iranienne dans les zones chiites du sud du pays. Une commission chargée  de recenser les preuves d'"ingérence" de l'Iran est formée. Selon le New York Times, des activistes chiites irakiens seraient actuellement entraînés en Iran par le Hezbollah libanais.
- Dimanche 11 mai 2008 : Un cessez-le-feu est conclu entre l'armée irakienne et le mouvement chiite de l'iman radical Moqtada al-Sadr après sept semaines de violences et plusieurs centaines de morts à Sadr City, grande banlieue chiite de Bagdad. Les milices doivent quitter leurs positions et laisser l'armée irakienne occuper le quartier.

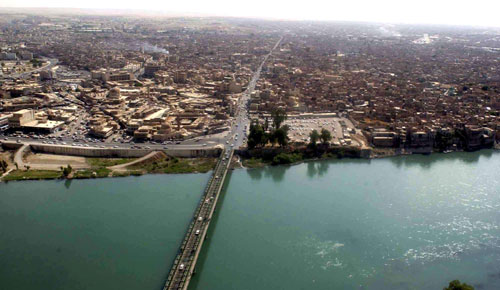
Mossoul
(juin 2003)

- Mercredi 14 mai 2008 : Début d'une grande offensive de l'armée irakienne à Mossoul, la dernière grande agglomération où les radicaux islamistes d'Al-Qaïda ont trouvé refuge après avoir été chassés de Bagdad et de la province d'Al-Anbar par les forces américaines et irakiennes. Le premier ministre Nouri al-Maliki supervise lui-même sur place les opérations.
- Jeudi 15 mai 2008 : Le candidat John McCain dans son discours de l'Ohio sur les objectifs de sa présidence, a affirmé que la guerre en Irak sera gagnée d'ici 2013, les soldats américains rapatriés, et Oussama ben Laden, capturé ou mort à cette date.
- Dimanche 18 mai 2008
  - L'armée américaine annonce avoir arrêté deux importants chefs de la branche irakienne d'Al-Qaïda et mis en échec un attentat-suicide à Mossoul.
  - L'armée irakienne annonce, après quatre jours d'offensive dans la région de Mossoul, avoir arrêté quelque 1 100 personnes et saisi des centaines d'armes.
  - L'ancien archevêque de Cantorbery, Lord Carey of Clifton rompu le silence demandé par les négociateurs et demande, dans un message vidéo en anglais et en arabe, la libération des cinq otages britanniques enlevés le 29 mai 2007.

### Juin 2008
- Mardi 17 juin 2008 : Un attentat à la voiture piégée contre un arrêt de bus cause 63 morts et 78 blessés dans le quartier chiite d'al-Hourriyah au nord de Bagdad. Il s'agit de l'attentat le plus meurtrier depuis les trois derniers mois dans la capitale.
- Mercredi 25 juin 2008 : Deux attentats à la bombe cause la mort de cinq militaires américains, d'un militaire italien et deux civils américains. Trois suspects sont arrêtés.
- Samedi 28 juin 2008 : Le général John Kelly, commandant en chef des marines dans le secteur occidental de l'Irak, transmet la responsabilité du maintien de l'ordre de la province d'Anbar au gouverneur et à l'armée irakienne. Il s'agit de la dixième province irakienne sur dix-huit dont la sécurité passe sous contrôle irakien. Cette province fut jusqu'en 2004 au cœur de l'insurrection sunnite des fidèles du Saddam Hussein et le sanctuaire d'Al-Qaïda dans la région de Falloujah, jusqu'au ralliement des chefs de tribus sunnites et au retournement de leurs forces contre les milices affiliées à al-Qaïda. Forte de 540 000 soldats l'armée irakienne a retrouvé ses effectifs de l'époque de Saddam Hussein.
- Jeudi 26 juin 2008 : Deux attentats causent la mort de 38 personnes et font plus de 100 blessés. L'un près de Faloudja tuant 20 chefs de milices en lutte contre al-Qaïda et l'autre à la voiture piégée tuant 18 personnes à Mossoul. Ces attentats sont attribués aux affiliés d'al-Qaïda.
- Dimanche 29 juin 2008 : Deux attentats causent la mort de plus de 30 personnes et font plus de 80 blessés. L'un dans les faubourgs de Bagdad et l'autre à Mossoul. Ces attentats sont attribués aux affiliés d'al-Qaïda.
- Lundi 30 juin 2008 : Les autorités irakiennes, sous couvert de l'Irak Petroleum Company, signent avec cinq compagnies pétrolières occidentales (Exxon, Mobil, Shell, Total et BP) un accord pour moderniser la production et faire de la recherche de sites, en échange de livraison de pétrole. Le but est de monter la capacité de production de 1,5 à 3 millions de barils par jour.

### Juillet 2008
- Lundi 28 juillet 2008 : Trois attentats causent la mort de 56 personnes et font plus de 200 blessés alors que les Chiites commémorent la mort de Moussa al-Kadhim. Le premier est commis par trois femmes kamikazes au centre de Bagdad, le second par un kamikaze à Kirkouk et le troisième est un piège sur la route près de Bakouba.
- Mardi 29 juillet 2008 : Début de l'opération Bashaer al-Kheir (Augures de prospérité) menée par les forces irakiennes et américaines contre les groupes insurgés dans la province de Diyala.

- Jeudi 31 juillet 2008 : Le premier ministre Nouri al-Maliki signe un nouveau pacte de sécurité avec les États-Unis qui assurent la sécurité de l'Irak en contrepartie de l'implantation d'une cinquantaine de bases militaires américaines et de la maîtrise de l'espace aérien.

### Août 2008
- Jeudi 28 août 2008 : Moqtada al-Sadr ordonne la suspension de toutes les activités de l'Armée du Mahdi, mettant fin officiellement à la première guerre confessionnelle irakienne.

### Octobre 2008
- Mercredi 29 octobre 2008 : L'armée américaine transfère le contrôle de la province de Wassit aux forces de sécurité irakiennes. Il s'agit de la 13e des 18 provinces du pays à revenir aux mains des autorités locales. Située au sud de Bagdad, cette province a 200 km de frontières avec l'Iran[5].

- Vendredi 31 octobre 2008 : L'Iran et l'Irak conviennent d'échanger les restes de 200 soldats Irakiens contre ceux de 41 soldats iraniens tués durant la guerre ayant opposé les deux pays entre 1980 et 1988[6].

### Novembre 2008
- Dimanche 9 novembre 2008 : Une série d'attentats fait 9 tués et 33 blessés dans diverses régions du pays, dont celui contre l'hôpital d'Amiriyat al-Fallujah (4 morts et 5 blessés), deux autres à Mossoul (3 soldats mort et 15 blessés) et un troisième sur le marché de Khalis (2 morts, 13 blessés).

- Mardi 18 novembre 2008 : La municipalité de Bagdad annonce vouloir relancer l'ancien projet des années 1970 de construction de deux lignes de métro dans la capitale. La première ligne de 18 km, en forme d'arc, devrait relier le quartier pauvre chiite de Sadr City (nord-est) au quartier sunnite d'Azamiyah (nord-ouest) en passant par le centre et compter 20 stations. La seconde ligne de 21 km, devrait relier le quartier commercial de Karrada (sud), enjamber le Tigre et rejoindre les quartiers sunnites situés sur la rive droite[7].

- Samedi 22 novembre 2008 : ouverture à Damas (Syrie) d'une réunion de deux jours sur la sécurité en Irak, à laquelle participent les États-Unis, la Grande-Bretagne, la France, la Syrie, l'Irak, l'Égypte, la Jordanie, la Turquie, la Russie, la Chine, le Japon, ainsi que des représentants de l'ONU, de l'Organisation de la Conférence islamique (OCI) et de la Ligue arabe.

- Lundi 24 novembre 2008 : trois attentats à Bagdad causent la mort de 17 personnes, en majorité des femmes, et en blessent 22 autres.

- Mardi 25 novembre 2008 : Deux soldats américains sont abattus alors qu'ils distribuaient des couvertures dans le cadre de l'aide humanitaire, près de Baaj à l'ouest de Mossoul. L'assaillant en tenue de soldat irakien a ouvert le feu avec son arme.

- Mercredi 26 novembre 2008 : Le Parlement irakien adopte par 144 voix sur 189 votants, l'accord de sécurité avec les États-Unis qui prévoit le retrait des troupes américaines à la fin de 2011.

- Samedi 29 novembre 2008 : 
  - Une attaque par chute d'une bombe dans la zone verte, secteur ultra-protégé de Bagdad, cause la mort de deux contractuels étrangers chargés de l'entretien à la mission de l'ONU, et en blesse 15 autres, dont 7 gravement.
  - Des tombes contenant 33 corps d'Irakiens tués en début d'année par des groupes liés à al-Qaïda sont découvertes dans le nord de Bagdad.

- Dimanche 30 novembre 2008 : à la suite de l'accord signé en octobre, l'Iran et l'Irak échangent les dépouilles de plusieurs dizaines de soldats, 200 Irakiens et de 41 Iraniens, tués durant la guerre Iran-Irak entre 1980 et 1988 lors de laquelle plus d'un million de personnes sont mortes ou ont été portées disparues. Selon le Comité international de la Croix-Rouge, seulement 23 Irakiens et 10 Iraniens avaient pu être identifiés.

### Décembre 2008
- Jeudi 4 décembre 2008 : Deux attentats suicide à la voiture piégée ont eu lieu à Falloujah dont un contre une école, faisant au moins 15 morts et 147 blessés. Un troisième attentat suicide à la voiture piégée a eu lieu à Mossoul (Kurdistan), causant la mort de deux soldats américains et blessant neuf civils irakiens.

- Samedi 6 décembre 2008 : Procès à Washington de cinq agents de sécurité de la société américaine Blackwater, accusés d'avoir tué 17 Irakiens le 16 septembre 2007. Alors qu'ils escortaient un convoi diplomatique, ils avaient ouvert le feu à un carrefour de Bagdad, tuant 17 civils et en blessant plus d'une vingtaine.

- Jeudi 11 décembre 2008 : Un attentat suicide contre un restaurant près de Kirkouk (Kurdistan) cause la mort d'au moins 45 personnes et en blesse 93 autres.

- Samedi 13 décembre 2008 : 

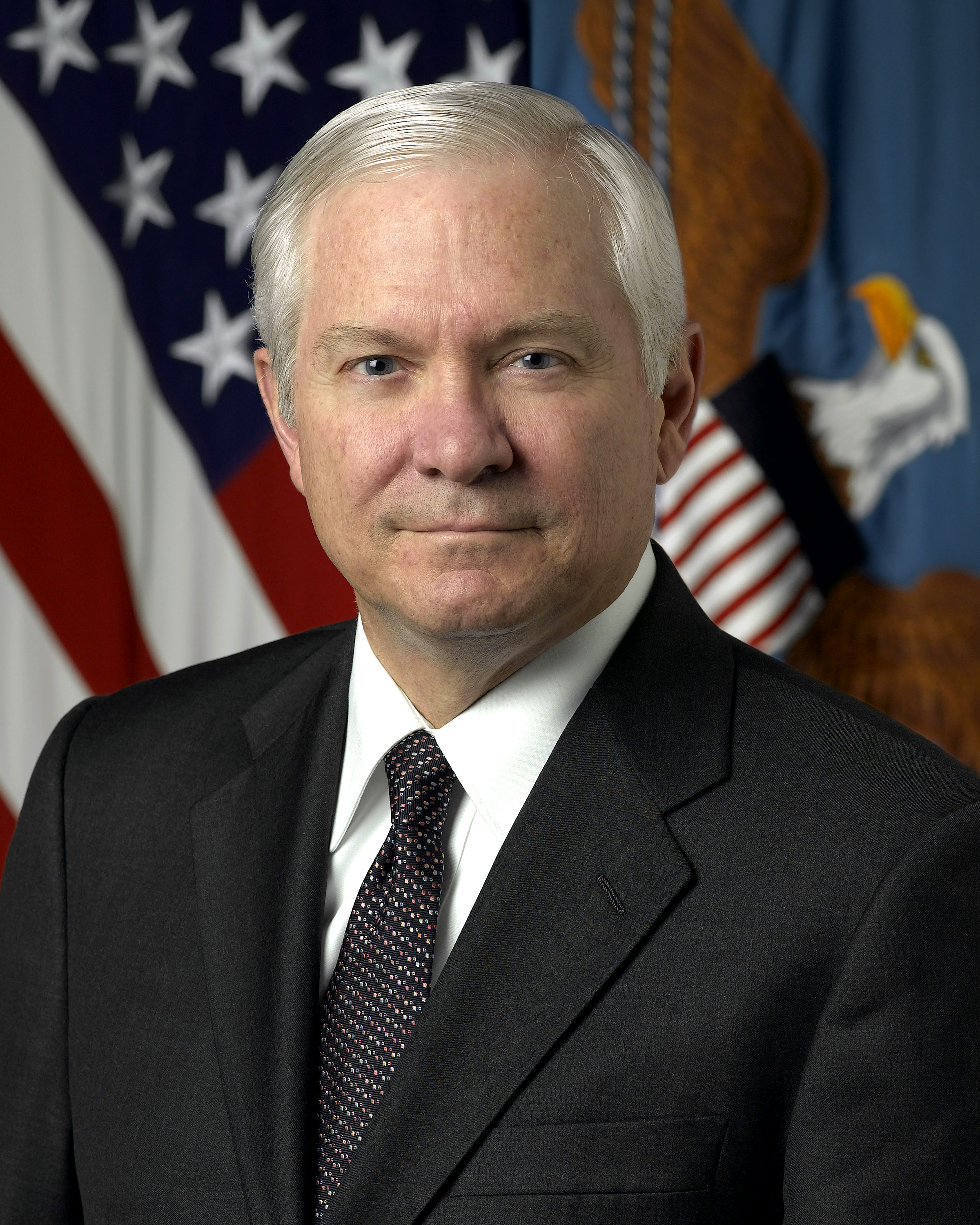
Robert Gates
(décembre 2006)

  - Le secrétaire américain à la Défense Robert Gates est en visite surprise sur la base américaine de Balad, à 70 km au nord de Bagdad, l'une des plus importantes bases militaires américaines en Irak.
  - Le général Hussein Darwiche Alouane, cadre supérieur du ministère de l'Intérieur est abattu avec un pistolet silencieux par des inconnus alors qu'il circulait en voiture dans le quartier de Chaab, dans le nord-est de Bagdad.

- Dimanche 14 décembre 2008 : Visite surprise du président George W. Bush à Bagdad après la signature de l'accord de sécurité qui prévoit le départ des troupes américaines d'ici la fin 2011. Il estime que l'invasion de ce pays n'avait « pas été une tâche facile » mais « nécessaire ». Lors de l'entretien avec le premier ministre Nouri al-Maliki, un journaliste irakien, Muntazer al Zaidi, de la chaîne sunnite et antiaméricaine al-Bagdadia qui diffuse à partir du Caire, a jeté, sans l'atteindre, deux chaussures sur le président américain et l'a insulté en criant : « C'est le baiser de l'adieu, espèce de chien […] Vous êtes responsable de la mort de milliers d'Irakiens ».

- Lundi 15 décembre 2008 : Selon Khalil Doulaïmi, l'ex-avocat de Saddam Hussein, Muntazer al Zaidi (29 ans), journaliste de la chaîne irakienne al-Bagdadia, arrêté dimanche après avoir jeté ses chaussures en direction du président américain et l'avoir traité de « chien », « devrait être libéré immédiatement ». « Pour un Irakien c'est la moindre des choses à faire à Bush, un tyran criminel qui a tué deux millions de personnes en Irak et en Afghanistan ». Chargé de la défense du journaliste, il affirme que « quelque 200 avocats irakiens mais aussi d'autres, dont des Américains, ont exprimé le souhait de défendre le journaliste gratuitement » ajoutant : « Notre défense de Zaidi sera fondée sur le fait que les États-Unis occupent l'Irak et que la résistance est légitime, par tous les moyens, y compris jeter des chaussures ».

- Mercredi 17 décembre 2008 : 
  - Visite surprise du premier ministre britannique Gordon Brown à Bagdad
  - Un attentat à la voiture piégée près d'un local de la police, un service chargé de récolter les amendes et de la fourrière, dans le quartier d'al-Mounstansariyah (centre de Bagdad) cause la mort de 9 personnes, dont 2 policiers, et blesse 43 autres, dont 12 policiers.
  - Des Marines ont été accueillis par des jets de chaussures et de pierres dans la faculté de droit de Falloujah où se déroulait une manifestation de soutien au journaliste qui avait initié ce geste sur le président américain[8].

- Jeudi 18 décembre 2008 : 
  - Arrestation de 50 fonctionnaires du ministère de l'Intérieur sur les trois derniers jours; ils sont accusés de « tentative de coup d'État contre le gouvernement ».
  - Le premier ministre britannique Gordon Brown confirme devant la chambre des Communes que l'essentiel des 4 100 soldats britanniques termineront leur mission fin mai et auront quitté l'Irak fin juillet 2009.
  - Selon le ministère de la Défense, l'Albanie retirera son contingent militaire d'Irak à compter de samedi. Son contingent compte plus de 218 soldats et officiers, sous commandement américain, déployés à Mossoul (nord) et à Bagdad.
  - Selon le Comité pour la protection des journalistes (basé à New York), 11 journalistes ont été tués en Irak en 2008, ce qui en fait le pays le plus meurtrier pour la presse pour la sixième année consécutive.

- Samedi 20 décembre 2008 : Les 24 officiers accusés de tentative de putsch ont tous été relâchés et les accusations ont été abandonnées. Il semble qu'ils auraient été eux-mêmes victimes d'un complot[9].

- Lundi 22 décembre 2008 : 
  - Le groupe allemand Siemens annonce qu'il va livrer au ministère irakien de l'Électricité des composants pour des centrales fonctionnant au gaz pour une valeur totale de 1,5 milliard d'euros.
  - Le gouvernement donne l'assurance aux Américains que les Moudjahidines du peuple, opposants au régime iranien, ne seront pas expulsés d'Irak vers des pays où ils risquent la persécution, ce qui semble a priori écarter un renvoi en Iran, a indiqué la Maison-Blanche.

- Mardi 23 décembre 2008 : 
  - Un attentat à la bombe contre le convoi du lieutenant-colonel Ismaïl Fayçal, le chef de la police, a eu lieu à Tarmiya, à 40 km au nord de Bagdad. Il a causé la mort de 5 policiers dont un officier.
  - Le président sunnite du parlement Mahmoud Machhadani, annonce sa démission, ce qui met fin à une crise qui hypothéquait l'avenir de la présence en Irak des troupes étrangères non américaines, à une semaine de la fin du mandat de l'ONU.
  - L'Union européenne alloue une enveloppe de 5 millions d'euros en faveur des Irakiens « les plus vulnérables ».

- Mercredi 24 décembre 2008 : 3 soldats américains trouvent la mort dans un accident de véhicule dans le sud de l'Irak. Ces décès portent à 4 216 le nombre de militaires américains tués en Irak depuis mars 2003.

- Jeudi 25 décembre 2008 : 
  - La représentation américaine en Irak annonce la restitution d'ici le 31 décembre de l'ancien palais de Saddam Hussein occupé depuis mars 2003 par les forces américaines et par l'ambassade des États-Unis qui a déménagé dans sa nouvelle ambassade. Il fut le siège de l'Autorité provisoire de la coalition (CPA) qui dirigea le pays jusqu'à juin 2004 et après sa dissolution, le Département d’État américain y installa son ambassade. Le palais est l'épicentre de la « zone verte », le secteur ultra-protégé du centre de Bagdad qui accueille les administrations irakiennes, la représentation de l'ONU et les principales ambassades occidentales.
  - Un soldat américain trouve la mort, victime d'un tir de roquette, près de Mossoul, considérée comme le « dernier bastion urbain d'Al-Qaïda » en Irak.

- Vendredi 26 décembre 2008 : Sept membres d'Al-Qaïda sont tués lors d'une tentative d'évasion d'une poste de police dans le centre de Ramadi à 100 km à l'ouest de Bagdad. Lors des combats six policiers trouvent la mort. Selon le récit des policiers, un détenu avait simulé des douleurs, attirant dans la cellule un capitaine de police qui a aussitôt été égorgé. Profitant de la confusion, onze détenus ont tenté de se sauver par la porte principale; sept des fuyards ont été tués mais quatre autres ont réussi à s'évader dont Imad Ahmad Farhan qui s'est longtemps occupé des questions financières de la  branche irakienne d'Al-Qaida; surnommé Imad le tueur il est accusé du meurtre d'une  centaine de personnes.

- Samedi 27 décembre 2008 : 
  - La police irakienne réussit à retrouver et à abattre à  Ramadi, Imad Ahmad Farhan, un des chefs d'Al-Qaidaen Irak, qui s'était enfui la veille du poste de police avec des compagnons après avoir tué 6 policiers[10].
  - L'explosion de deux bombes a fait au moins 28 morts et 55 blessés à Bagdad. Le premier attentat a eu lieu à un arrêt de bus dans le quartier de Kadhimiya, dans le nord-ouest de la capitale irakienne, où les fidèles sont nombreux le samedi à se réunir dans une grande mosquée chiite. Des femmes et des enfants figurent au nombre des 25 morts et 45 blessés de cet attentat à la voiture piégée. Un second, faisant 3 morts et 10 blessés, s'est produit peu après à Jurf al-Sakhar, dans la banlieue sud de Bagdad, alors que des soldats irakiens et des membres d'un groupe de surveillance local tentaient de désamorcer une bombe.

- Dimanche 28 décembre 2008 : Selon le quotidien espagnol El Pais, une centaine de candidats à des attentats suicide en Irak ont été recrutés en Espagne depuis 2003 : « l'Espagne est devenue un des principaux viviers européens d'Al-Qaïda et de ses groupes associés, pour capter des jihadistes et des candidats au suicide pour l'Irak ». Ces jeunes activistes, résidents en Espagne mais majoritairement originaires du Maghreb, ont été « formés par des cellules locales qui financent leur voyage » dont un « réseau d'appui » mis sur pied à Damas par le Groupe islamique des combattants du Maroc (GICM, mouvement terroriste lié à al-Qaïda)[11].

- Mardi 30 décembre 2008 : Le gouvernement signe un accord avec la Grande-Bretagne et l'Australie pour autoriser la présence des troupes de ces deux pays en Irak après le 31 décembre.